# Livia d'Arco
Livia d'Arco, född 1565, död 1611, var en italiensk musiker, aktiv i den berömda Concerto delle donne i Ferrara från 1582. Hon både sjöng och spelade gamba. Hon tillägnades poem av Torquato Tasso och Angelo Grillo. Hon var dotter till en medlem av lågadeln. 